# Agromyza buhriella
Agromyza buhriella är en tvåvingeart som beskrevs av Erich Martin Hering 1957. Agromyza buhriella ingår i släktet Agromyza och familjen minerarflugor. Inga underarter finns listade i Catalogue of Life.